# L'allegro fantasma
L'allegro fantasma, inizialmente intitolato Totò allegro fantasma, è un film del 1941, diretto da Amleto Palermi.

## Trama
Il nobile Pantaleo Di Santa Paola è defunto da poco ma nel preambolo al suo testamento si legge una sua confessione nella quale dichiara di avere avuto in gioventù una relazione con una cavallerizza di circo dalla quale nacquero due figli gemelli. La rivelazione sconvolge non poco i numerosi parenti: le sorelle nubili di mezza età Giovanna e Lia, lo scorbutico cugino vedovo Temistocle, le figlie adolescenti di quest'ultimo, Rosa, Lilli e Titti, e l'irascibile cugino Asdrubale, con fama di spericolato cacciatore di leoni.
Rosa, Lilli e Titti riescono per caso fortuito a trovare Nicolino, uno dei gemelli, e lo scambiano per il loro musicista preferito, Alberto Di Torrefiorita, che è in effetti il secondo figlio di Pantaleo e della circense, il cui nome di battesimo è Gelsomino. La ricerca proseguirà con altre esilaranti avventure che vedranno avvicendarsi la figura di Totò in diversi fantasmagorici personaggi (si scoprirà che c'è anche un terzo gemello, che sbarca il lunario travestendosi da leone per un circo), attorniati da una famiglia che vuole minare la loro incolumità per riscuotere il denaro lasciato da Pantaleo. Alla fine l'entità dell'asse ereditario sarà sufficiente per accontentare i tre gemelli e tutti gli altri parenti.
Il "fantasma" a cui si fa riferimento nel titolo sarebbe Pantaleo stesso, che si manifesterebbe alle sorelle spostando mobili e oggetti vari, soprattutto il suo enorme ritratto; in realtà però si tratta di un trucco escogitato dal maggiordomo per spaventare le attempate signorine.